# ميركو بيتروفيتش
ميركو بيتروفيتش هو منافس ألعاب قوى صربي، ولد في 10 مايو 1981 في أوزيتشى في صربيا.

## وصلات خارجية
- ميركو بيتروفيتش على موقع الاتحاد الدولي لألعاب القوى (الإنجليزية)
- ميركو بيتروفيتش على موقع اللجنة الأولمبية الصربية (الصربية)